# Nysse (Cappadoce)
Nysse ou Nyssa (en grec ancien Νύσσα) est une ville antique de Cappadoce aujourd'hui disparue. Saint Grégoire de Nysse, père de l'Église, en fut évêque de 371 à 374.

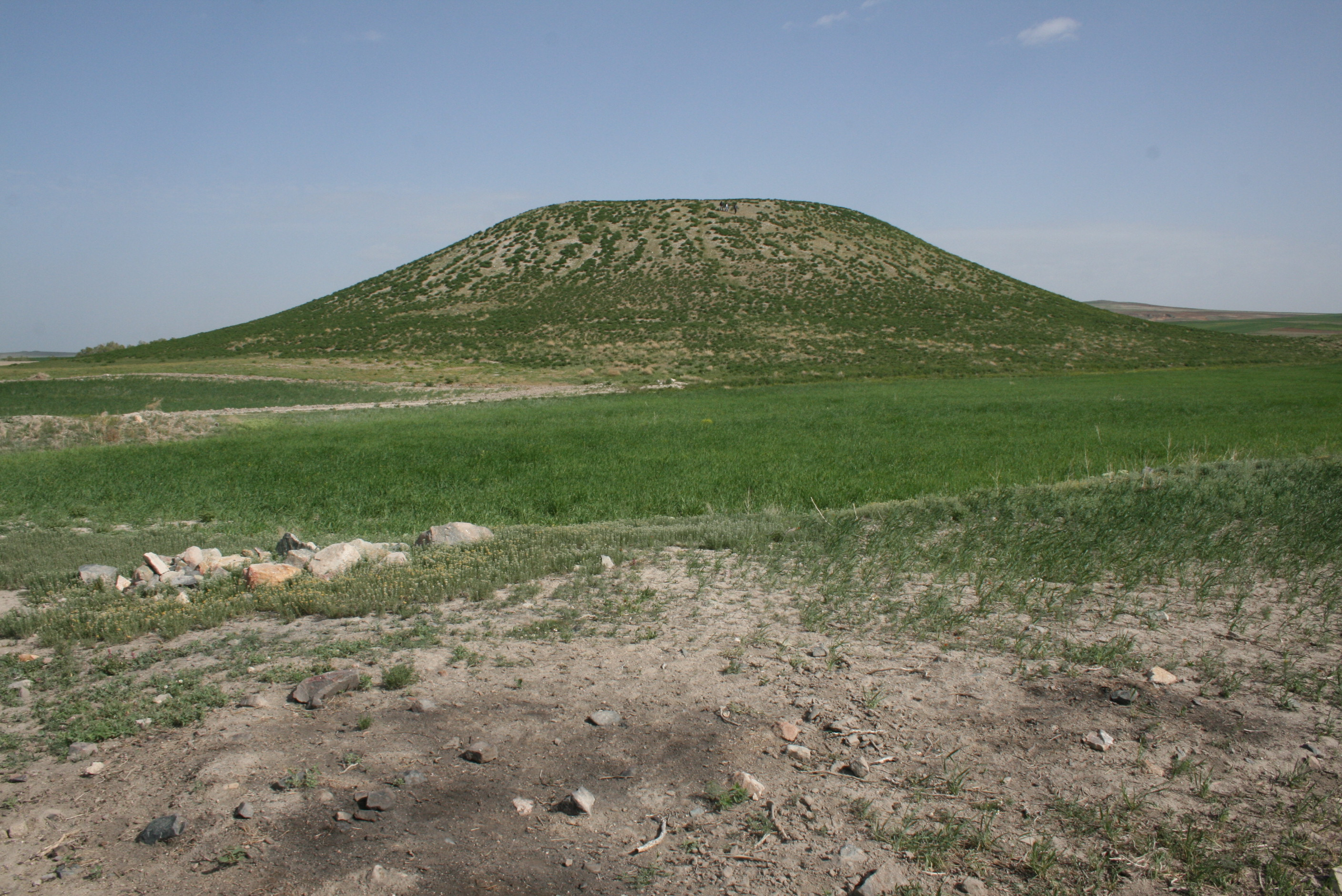
Vue d'un tumulus sur le site de la ville de Nysse

## Localisation
Le site de Nysse a été identifié comme proche du village Harmandalı, district d'Ortaköy, province d'Aksaray en Turquie.
Le site archéologique se compose de deux tumulus (Höyük en turc), situés au nord du village et visibles depuis l'autoroute O-21 Ankara-Niğde. Un autre emplacement proposé l'associe à la ville moderne de Nevşehir, mais l'érudition moderne a jeté de sérieux doutes à ce sujet.
La cité de Nysse est suffisamment importante au sein de la province romaine de Cappadocia Prima pour devenir un évêché suffragant de l'archevêché de Césarée de Cappadoce. Le premier évêque connu de cette cité est Grégoire de Nysse, qui officie entre 372 et 394 et fait partie des Pères de l'Église. Il est le frère cadet de Basile de Césarée, évêque de Césarée. Lors du concile d'Éphèse de 431, Nysse est représentée par Héraclidès et lors du deuxième concile d'Éphèse, l'évêque de Nysse est Musonius. Jean représente l'évêché à l'occasion du deuxième concile de Constantinople de 553 et un autre Jean est présent lors du troisième concile de Constantinople en 680, suivi par Paulus pour le concile in Trullo et un troisième Jean pour le Deuxième concile de Nicée en 787. Enfin, Ignace officie lors du concile de Constantinople de 879. Au Xe siècle, un certain Germanus est connu pour des écrits ecclésiastiques.